# Släpa
Släpa är ett enkelt transportredskap utan hjul avsett för barmark som förekommer i två varianter.
Den ena varianten består av två medar eller plankor förenade med tvärslåar, snarast en drög. Den andra varianten, kallad bårsläpa består av två sammanbundna stänger, vars främre ändar spänns vid hästens seldon medan de bakre får släpa i marken. Bårsläpan har varit vanlig in i modern tid för transporter i oländig terräng.